# Kopra
Kopra je osušeni plod kokosove palme iz kojeg se dobiva kokosovo ulje. Ime potječe od riječi koppara, što na malajalamskom znači osušeni kokosov orah.

## Proizvodnja
Dobivanje kopre odvija se na plantažama kokosovih palmi u nekoliko koraka. Kokosov orah se prvo guli i rascijepi. Od ovojnice se dobiva vlakno koje se koristi za punjenje raznih predmeta (madraci, sjedala za automobile...). Dijelovi oraha se zatim suše u pećima ili prostorijama koje se griju, kako bi se iz jezgre izvukla vlaga. Kad se jezgra dovoljno osuši, to je kopra koju se zatim lako odvaja od ljuske. Ljuske se zatim dalje koriste kao različiti upotrebni predmeti. Malo uglačana, služi kao posuda ili se od nje izrađuju drugi predmeti ili suveniri. Kopra se zatim može prešati u mlinovima za ulje, ili se ribanjem dobiva "kokosovo brašno". Ostaci nakon prešanja ulja, koriste se kao hrana za životinje.